# Ангарская степь
Ангарская степь (Тулуно-Иркутская степь) — травянистая равнина в Прибайкалье в верховьях Ангары. До прихода русских в XVII веке в этой степи кочевали бурятские племена, потомки которых составляют до 40 процентов населения Усть-Ордынского Бурятского округа.
Расположена к югу от Братска до устья реки Белой, на востоке примыкает к Байкалу (Тажеранская степь). В настоящее время степь распахана под сельхозугодья